# Équipe des îles Vierges britanniques de rugby à XV
L’équipe des îles Vierges britanniques de rugby à XV rassemble les meilleurs joueurs de rugby à XV des îles Vierges britanniques, est membre de la NACRA et joue actuellement dans le Championnat des Caraïbes de rugby.